# Анестезиолог
Анестезиолог је лекар, чији је посао:
- одређивање потребне дозе анестетика коју је потребно дати пацијенту пре почетка операције
- брига о хитним медицинским случајевима
- интензивна нега пацијената
- палијативно збрињавање

Први анестезиолог био је Џон Сноу (енгл. John Snow, 1813 — 1858).